# Шотаро, Регина
Регина Шотаро (родилась 10 сентября 1981 года) — одна из первых спортсменок Федеративных Штатов Микронезии, принявших участие в Олимпийских играх, в данном случае в летних Олимпийских играх 2000 года в Сиднее, Австралия. В первом забеге Регина показала результат 13,69 с и заняла восьмое место в своем забеге, что не позволило ей пройти в следующий раунд.
После карьеры бегуньи на 100 метров в Федеративных Штатах Микронезии Регина продолжила свое образование в Соединенных Штатах в общественном колледже Лансинга в Лансинге, штат Мичиган. Регина имеет японское происхождение и в настоящее время проживает в Лансинге, штат Мичиган.